# Arnakkekilden
 For alternative betydninger, se Arnakke. (Se også artikler, som begynder med Arnakke)
Arnakkekilden er en naturlig forekommende kilde ved Ørnsø lige udenfor Silkeborg. Kilden, der har et højt jernindhold, springer med en konstant temperatur på 7° C samt en vandmængde på 750.000 liter i døgnet og her tapper Carlsberg vand til deres kurvandsprodukter.
Arnakkekilden var også grunden til at man i 1883 grundlagde Silkeborg Vandkuranstalt ved kilden. Det nuværende anlæg omkring kilden grundlagdes i 1929 og blev i slutningen af 2006 renoveret efter mange års forsømmelse.
I perioden 1976-2021 tappede Carlsberg vand fra kilden til produktion af Carlsberg Kurvand.